# Човекът в сянка или Опити за обичане
„Човекът в сянка или Опити за обичане“ (на немски: Die Hintergrundsperson oder Versuche zu lieben) е роман от немската писателка Кристине Волтер (р. 1939), публикуван през 1979 г.
Този кратък роман на Кристине Волтер претърпява за осем години след излизането си пет издания в ГДР. Книгата е публикувана и в Швейцария, в реномирано цюрихско издателство.

## Постоянно нужна и винаги излишна
Романът „Човекът в сянка или Опити за обичане“ е най-ярката и характерна творба на писателката и носи определени автобиографични черти. Главната героиня, Карла Колмайер, е преводачка на малка делегация филмови дейци от ГДР, която пребивава за десет дни в Милано и Рим по повод на една „филмова седмица“. За Карла това означава „да създава разбирателство“, „да пренася думи“, „да бъде винаги на линия“ и „да работи до изтощение“. За десет дни тя влиза в ролята на „постоянно нужна и винаги излишна спътница“ и става „личност на заден план“, човекът в сянка.
Емоционално или с хладна наблюдателност Кристине Волтер разказва за една млада жена, която в чуждата страна намира нужната вътрешна дистанция, за да огледа живота си с нови сетива, да подложи на преценка своя провален брак и своите „опити за обичане“. Но това е само фабулата на романа, неговата носеща конструкция. Същността на тази творба е в създаването на представата за един човешки живот, който протича в сложните социални и политически условия на европейския континент в последните десетилетия на XX век. Силата и художествената значимост на романа са в непрекъснатия анализ на обществените и лични отношения, в сравненията между човешки съдби и държавни устройства, между различни светогледи и естетически позиции.
Защото Карла не е само спътница на една делегация – като страничен наблюдател тя има възможност да забелязва неща, които се изплъзват от полезрението на активните „действащи лица“. Изострената наблюдателност, чувството за нюанси и полутонове не само в езика, но и в жестовете, в интонациите, в усмивките стават присъщи за работата на преводача, това спада към неговата „професионална деформация“.

## Пейзажът на душата и душата на пейзажа
Тази обиграна наблюдателност лежи в основата на пластичните и ярки описание на пейзажи и душевни състояния, на човешки присъствия и отсъствия. С импресионистична лекота Кристине Волтер изгражда пъстра мозайка от впечатления, спомени, сънища и мечти, преплита реалния живот с прочетени неща, с размисли за събития и лични премеждия – и всичко това прелива от багри и ухания, добива запомнящи се очертания, своя словесна мелодика.
Пред читателя изниква Милано с миризмата на кестени и уличните задръствания, с готическата катедрала и изпълнените с хора площади и магазини. А после читателят прониква в лабиринта на „вечния град“ с неговия античен блясък и потискащо могъщество. Милано и Рим не са просто етапи от едно пътуване из Италия – те са живи същества със свой собствен облак и характер, с неповторима атмосфера и дух. И на този фон се появяват човешки образи, също така неповторими и вълнуващи. Тук е Ева – бивша колежка на Карла, която е започнала своя нов живот в Милано, увлечена от любовта си към Роберто. Тук са приятелите на Ева, които демонстрират един друг начин на живот – преминаващ в безвкусен лукс и непрекъснат страх от нападения.
Карла си припомня своя съпружески живот с Хартмут, дългогодишното еднообразие, довело в последна сметка до криза в отношенията им. И тук изниква мотивът за майчинството – мисълта за детето, което и занапред ще се събужда до нея, дава увереност на Карла, че животът ѝ не е лишен от смисъл и съдържание, макар че е съставен от отделни несвързани епизоди като това краткотрайно пътуване в Италия.

## Другите
Детайлно и критично, и все пак с разбиране и искрена симпатия са изобразени членовете на делегацията: ето го сдържания и иронично усмихнат професор Грабов, режисьор на филми, свързани със съпротивата; ето го дребния, нервен и чувствителен режисьор Вертер, който се стреми да разисква във филмите си проблеми на съвременния живот; ето я жизнерадостната и уравновесена актриса Рената, която е играла роли и на трактористка, и на приказна принцеса; опитваме се да разгадаем нейните приятелски и все пак интимни и нежни отношения с Грабов. Пред читателя се появява и „отговорният другар“ Крюгер със своята банална и все пак неподправена изисканост и начетеност. Накрая изниква и комичният, почти карикатурен образ на кинокритика Манфред Вехтер, който превръща всеки разговор в лекция, изнесена на почти неразбираем „професионален“ жаргон. Най-после се появяват и образите на Карло и Ханс – мъжете, които даряват на Карла любовта си, които, всеки по свой начин, оправдават нейните „опити за обичане“.

## Сингуларната епизодичност
Пътуване, срещи, раздели, изнурителен труд, любов и самонаблюдения, грижи за неочаквано станали близки хора, тревоги за оставеното в Берлин дете, трескави преживявания и съсипваща умора, която напомня за напредващата възраст – така преминават тези десет дни за Карла. Но те оставят в нея някакви следи, обогатяват я, дават ѝ усещането, че съществува. Една среща с прочутия Фелини в Чинечита я подтиква към размишления, които удивително съвпадат с житейските възгледи на великия режисьор и оправдават нейния „сингуларно-епизодичен“ живот.
„Човекът в сянка или Опити за обичане“ е книга за съдбата на една съвременна жена, която си пробива път през годините и осмисля своето битие чрез труд, наблюдения, майчинство и любов. Характеризира се с деликатна ирония и опрощаваща усмивка, без назидание и нравоучение.